# Nous venons du jazz
Pour plus de détails, voir Fiche technique et Distribution.
Nous venons du jazz (Мы из джаза) est un film soviétique réalisé par Karen Chakhnazarov, sorti en 1983,,.

## Synopsis
Le film raconte les vicissitudes d'une formation de jazz en Union soviétique, parvenant au succès malgré des autorités idéologiquement récalcitrantes.

## Fiche technique
- Titre : Nous venons du jazz'
- Réalisation : Karen Chakhnazarov
- Scénario : Alexandre Borodianski, Karen Chakhnazarov
- Photographie : Vladimir Chevtsik, Vladimir Zakhartchouk
- Musique : Anatoli Kroll
- Décors : Konstantin Forostenko, V. Kiseleva, Ya. Sokolovskaia
- Montage : Lidia Milioti
- Production : Mosfilm
- Pays : URSS
- Langue : russe
- Genre : comédie
- Durée : 89 minutes
- Sortie : 1983

## Distribution
- Igor Skliar : Kostia Ivanov (piano)
- Alexandre Pankratov-Tcherny : Stepan Grouchko (banjo)
- Nikolaï Averiouchkine : Gueorgui Ryabov (violon)
- Piotr Chtcherbakov : Ivan Bavourine (saxophone)
- Evgueni Evstigneïev : parrain de mafia
- Leonid Kouravliov : Samsonov, président de l'Association des musiciens prolétariens
- Borislav Brondoukov : capitaine Kolbaskine
- Elena Tsyplakova : Katia, alias la pop star Isabella Fox
- Larissa Dolina : Clementina Fernandez, chanteuse étrangère